# 朱各庄镇 (雄县)
朱各庄镇，是中华人民共和国河北省保定市雄县下辖的一个乡镇级行政单位。

## 行政区划
朱各庄镇下辖以下地区：王黑营、北涞河、南涞河、西王槐、东王槐、王克桥、阎家铺、胡家台、陈家台、朱各庄、新盖房、西柳、道口、东阳、西阳、高庄、田庄、马庄、大谢、小谢、王储、王祥、大铺。